# Buggy-Center-Hamburg G. Kühn

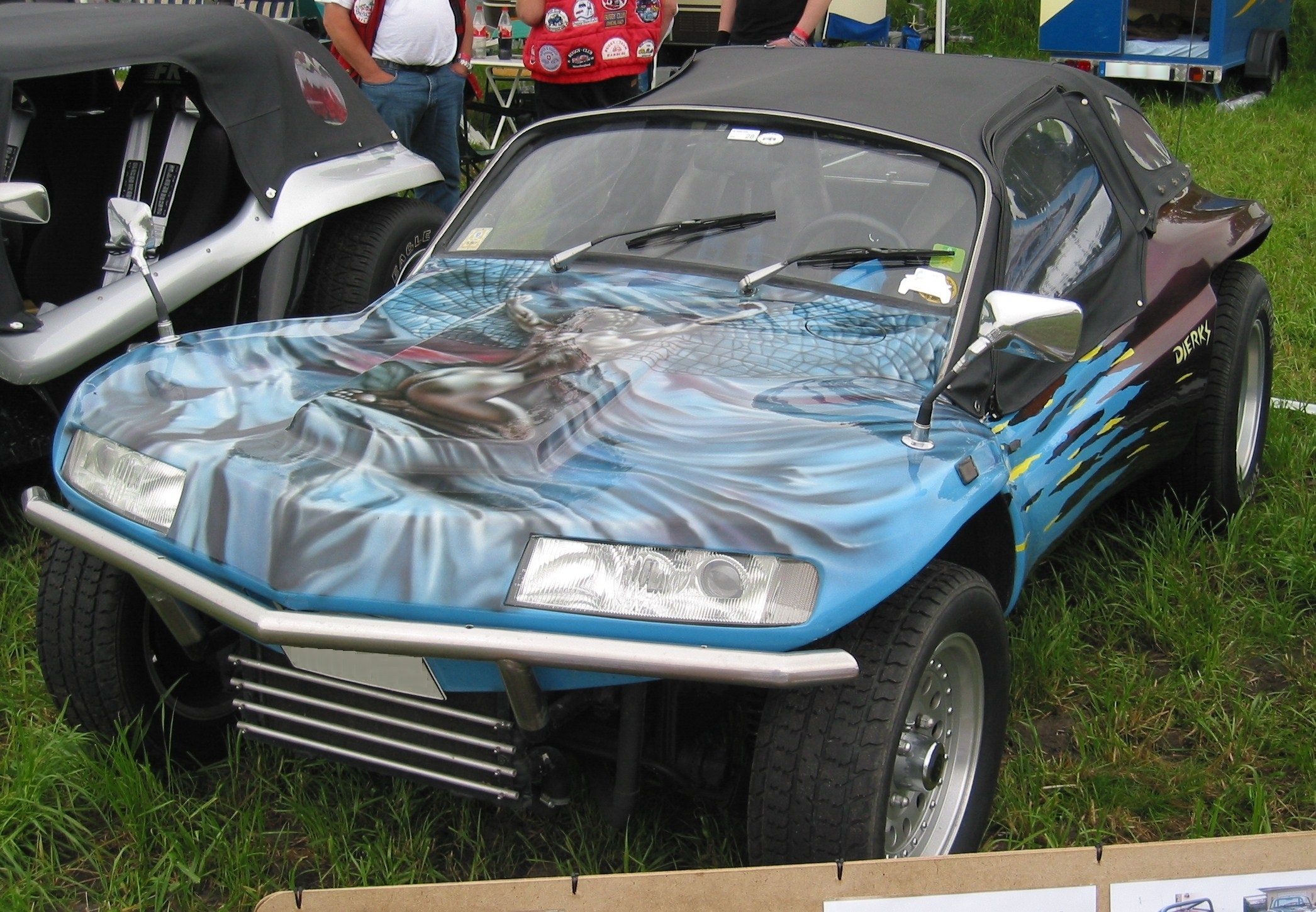
Deserter

Die Buggy-Center-Hamburg G. Kühn GmbH, zuvor Autohaus Rudolf Kühn KG und Buggy-Center-Hamburg Gisela Kühn, war ein deutscher Hersteller von Automobilen. Gelegentlich findet sich auch die Firmierung Hamburger Auto Zubehör G. Kühn GmbH; davon leitete sich auch der Markenname HAZ bzw. Hazard einiger Modelle ab.

## Unternehmensgeschichte
Die Autohaus Rudolf Kühn KG war am Billhorner Deich 99 in Hamburg ansässig. Das Unternehmen begann 1968 mit der Produktion von Automobilen. Ab spätestens 1979 wurde der MP Lafer aus Brasilien importiert und vertrieben. Ab 1983 lautete die Firma Buggy-Center Hamburg, G. Kühn und die Adresse Stadtbahnstraße 94. Lediglich 1984/85 findet sich die Adresse Billhorner Brückenstraße 40. Am 10. März 1990 erfolgte die Umfirmierung in eine GmbH. Es ist nicht bekannt, wann die Produktion endete. Der letzte Eintrag in den Autokatalogen war im Modelljahr 1992.

## Fahrzeuge

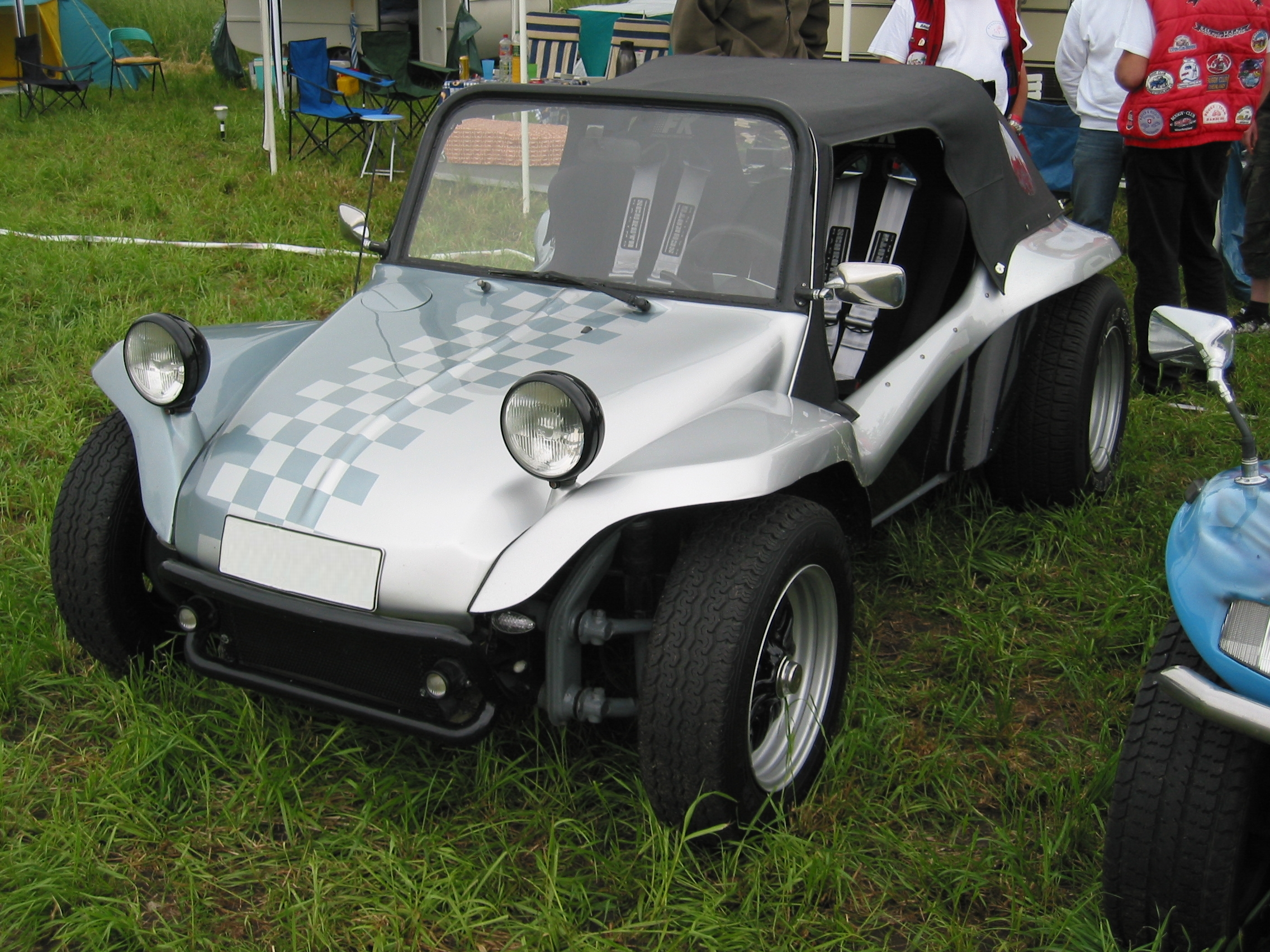
HAZ Buggy

### Buggies

#### Markenname HAZ bzw. Hazard
Das Unternehmen stellte 1968 Deutschlands ersten VW-Buggy nach amerikanischem Muster mit TÜV-Zulassung vor. Basis war das gekürzte Fahrgestell vom VW Käfer. Darauf wurde eine Karosserie aus GFK montiert. Für den Antrieb sorgte ein Vierzylinder-Boxermotor von VW. Im Angebot standen die Käfer-ähnlichen Modelle Hazard Baja und Hazard Streaker, der Hazard Buggy sowie ab 1987 eine Nutzfahrzeugversion mit Holzpritsche. Außerdem gab es in den Modelljahren 1979 und 1980 das Jeep-ähnliche Modell Sandviper mit einem 2 Meter langen Radstand.
Das Auktionshaus RM Sotheby’s versteigerte am 14. Mai 2016 einen HAZ Buggy von 1969 für 56.000 Euro. Das Fahrzeug befand sich im Zustand 3+.

#### Markenname Deserter

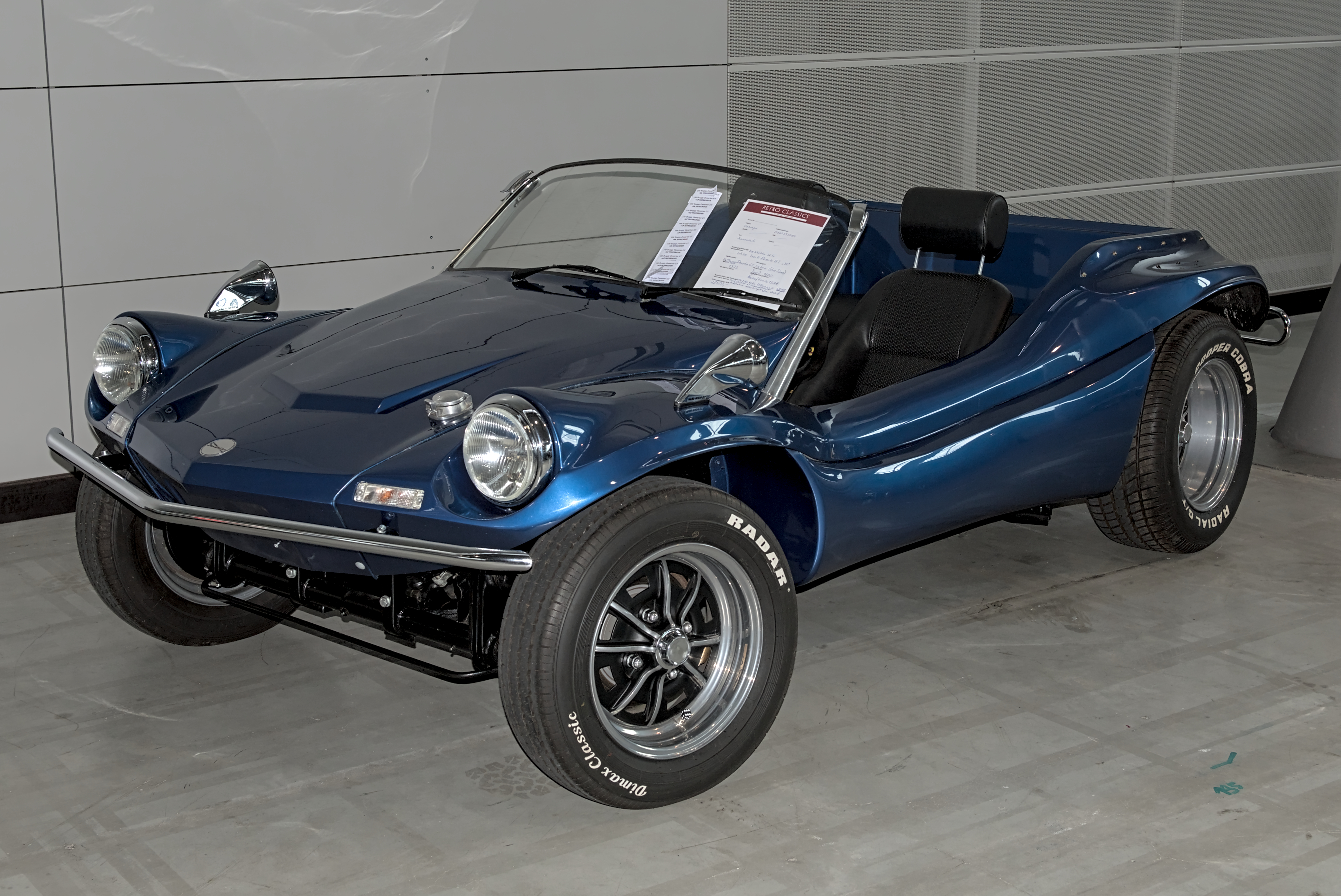
Deserter

Unter dem Markennamen Deserter gab es ab 1971 das Modell Deserter GT. Es entstand nach einer Lizenz des amerikanischen Unternehmens Dearborn Automobile Company. Es war ebenfalls ein Buggy, den es überwiegend in einer Version mit Targadach gab. Zumindest im Modelljahr 1990 gab es auch ein Vollcabriolet mit Überrollbügel. Das Fahrzeug war sowohl komplett als auch als Kit Car erhältlich. Das Modell stand 1992 noch im Angebot.

### Bugatti-Nachbildungen

#### Markenname Bug
1975 kam die Nachbildung eines klassischen Fahrzeugs dazu. Der Markenname lautete im ersten Modelljahr Bug. Dies war ein Nachbau des Bugatti Type 35 B. Der Entwurf stammte ursprünglich von der Tiffany Motor Cars Bay Products Corporation. Auch dieses Modell basierte auf dem Plattformrahmen des VW Käfers.

#### Markenname AHK
Ab 1976 lautete der Markenname AHK und der Modellname AHK Bugatti. Die Preise betrugen in den Modelljahren 1985 und 1986 2.300 DM für einen Bausatz und 23.000 DM für ein Komplettfahrzeug. Auch dieses Modell wurde 1992 noch angeboten.

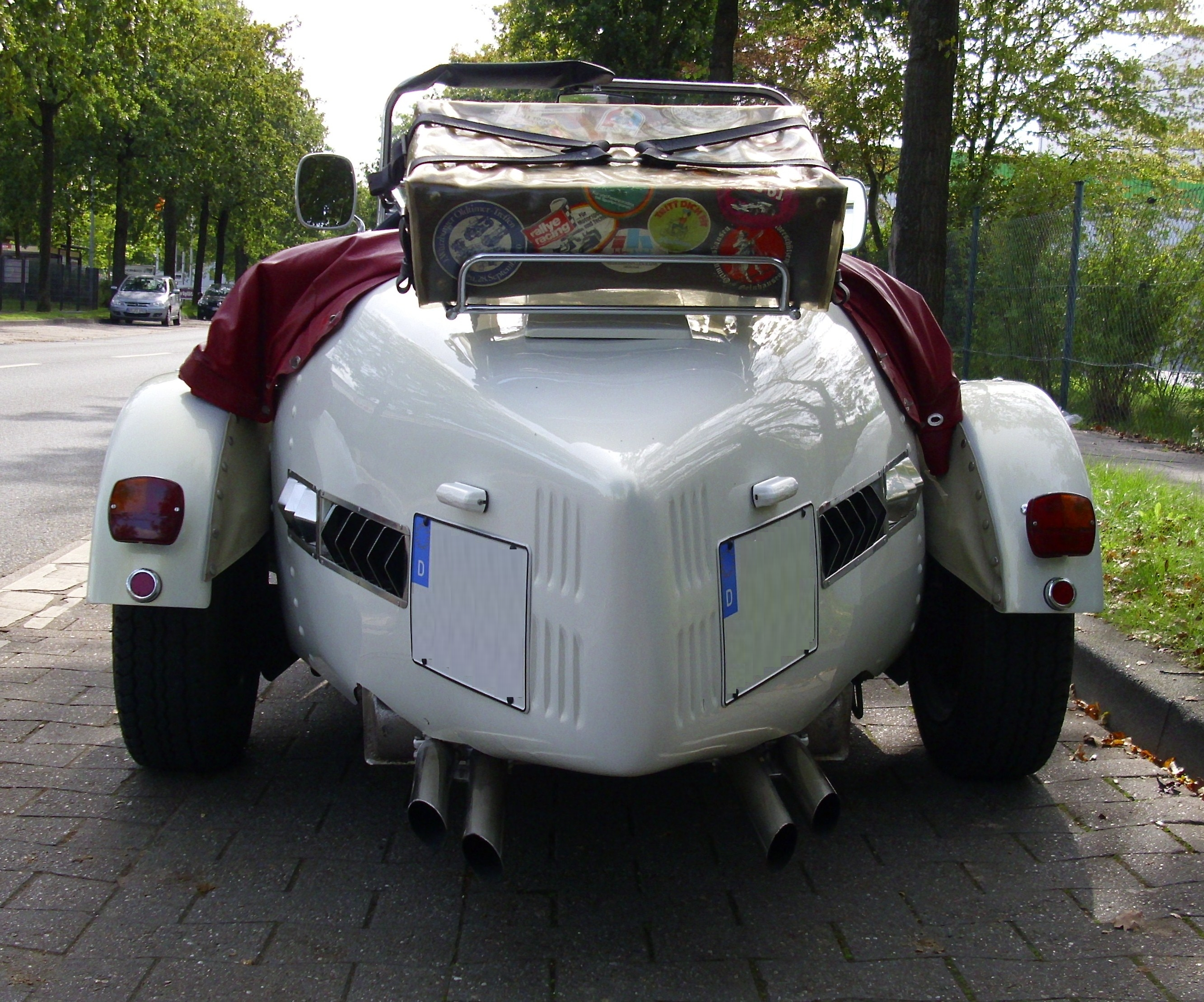
AHK Bugatti
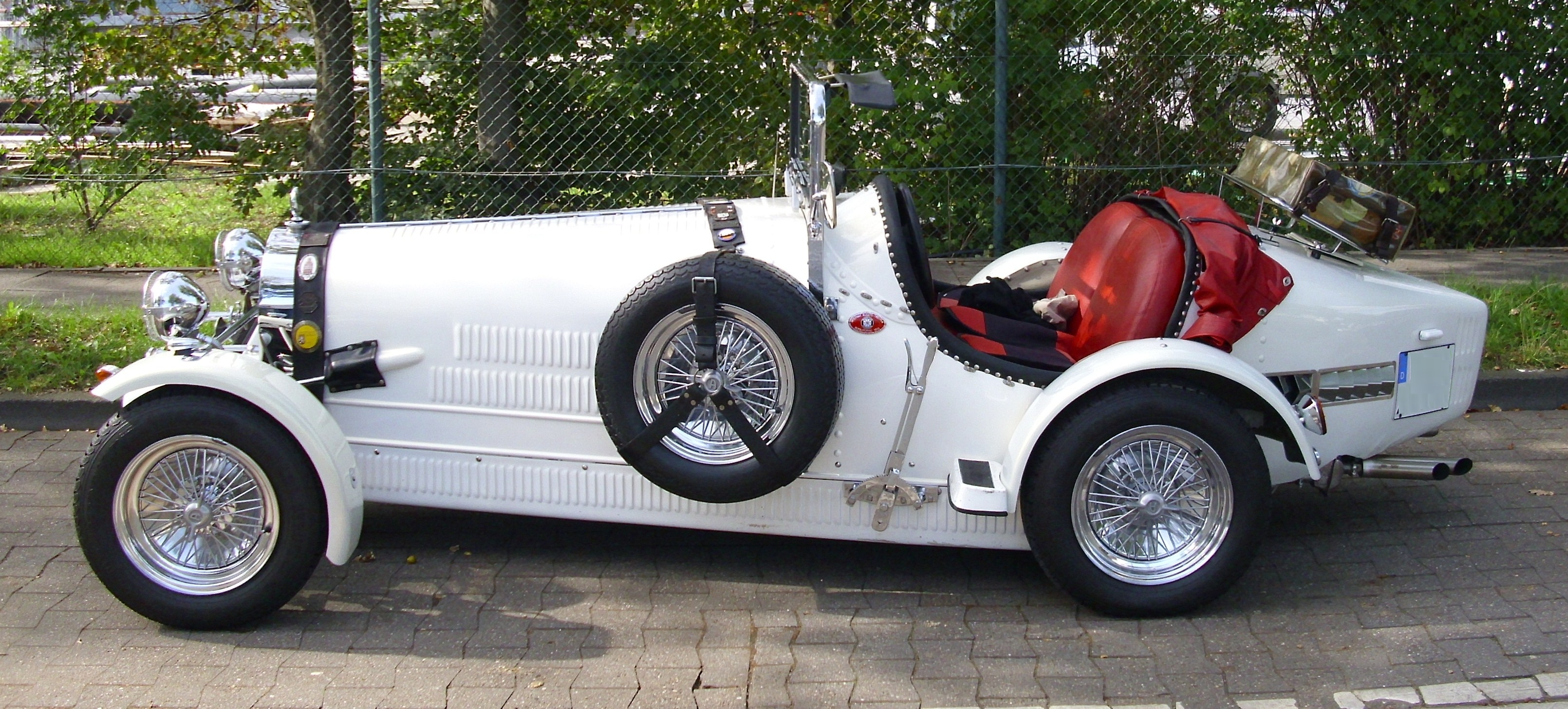
AHK Bugatti
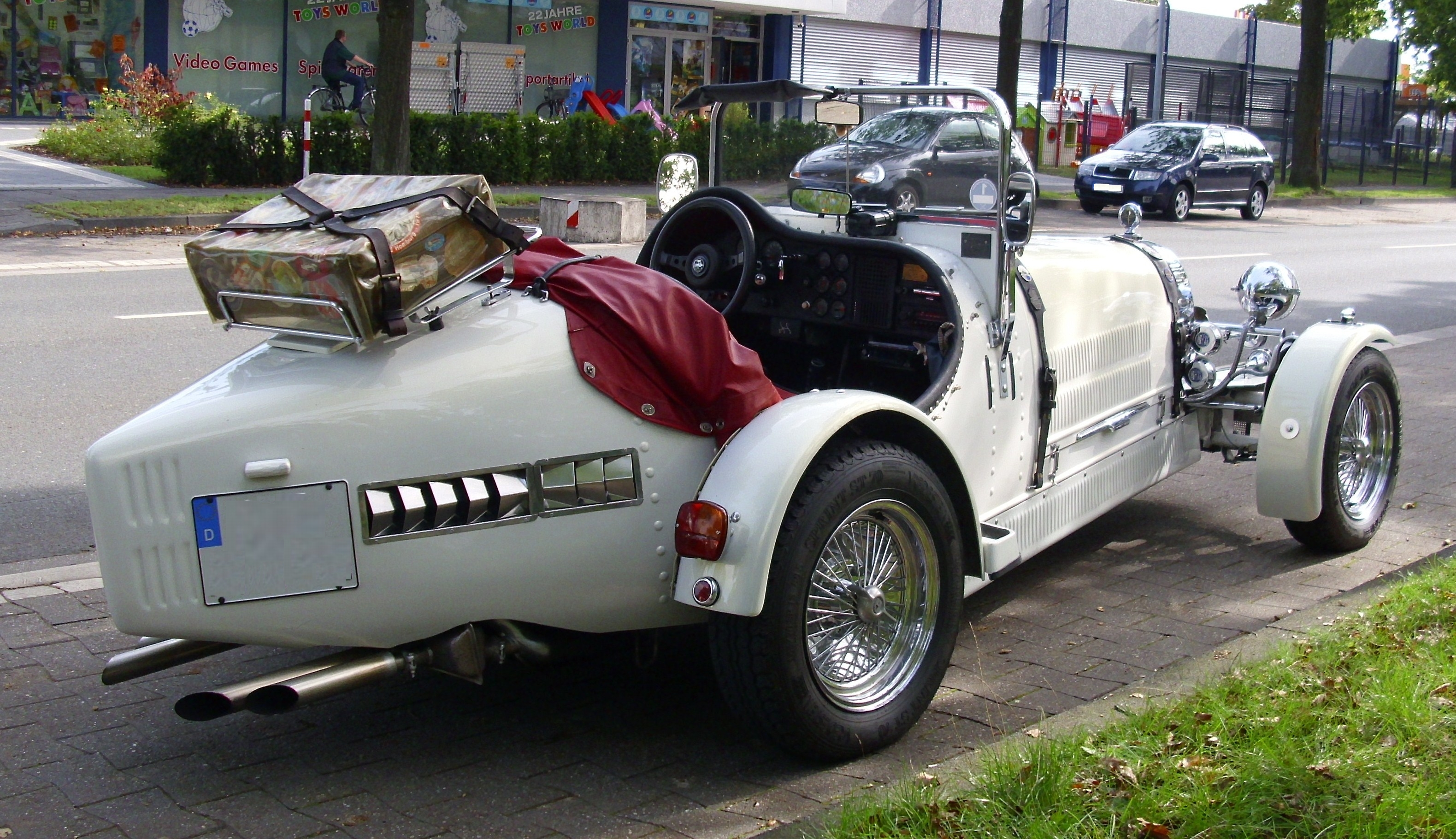
AHK Bugatti
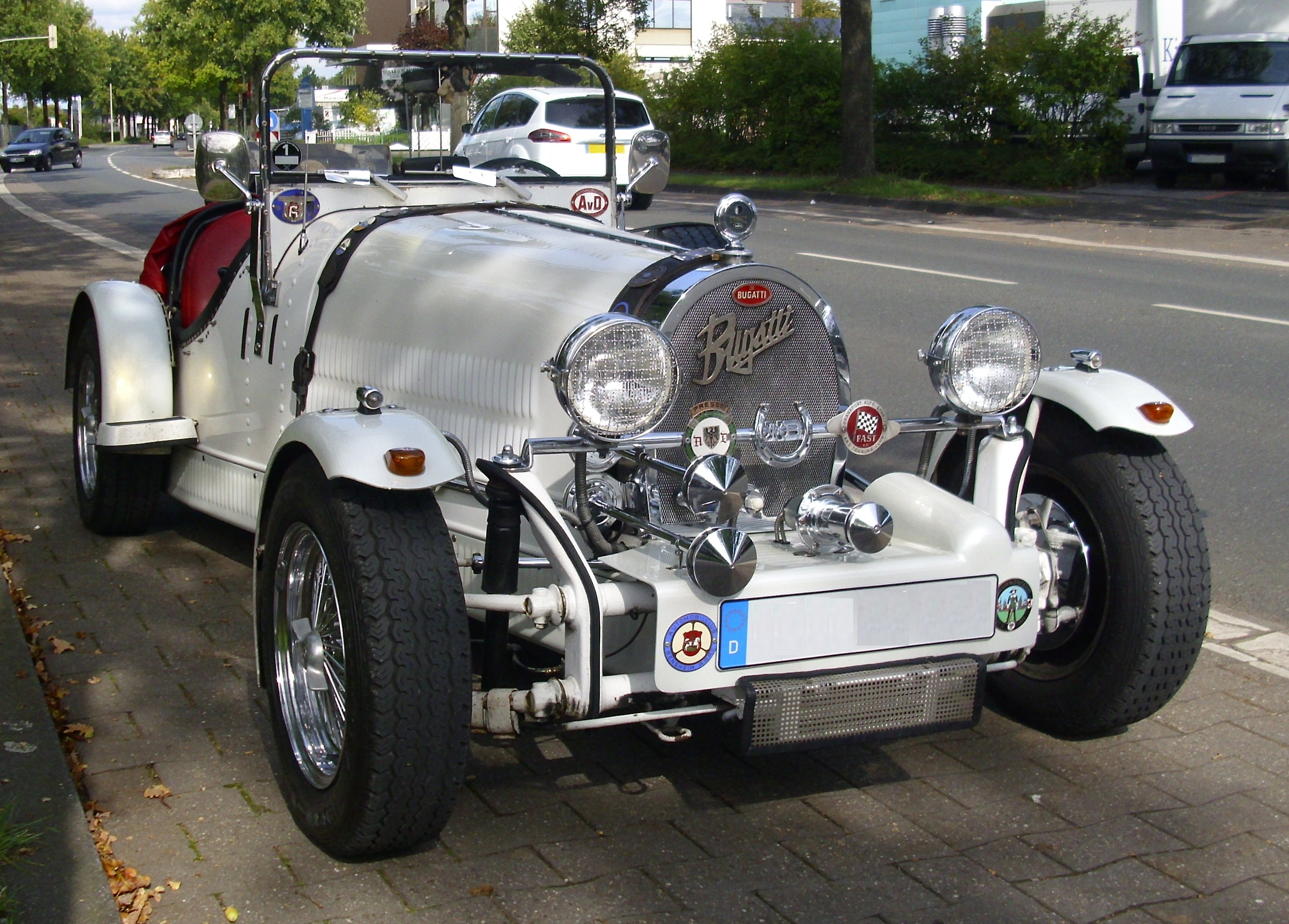
AHK Bugatti
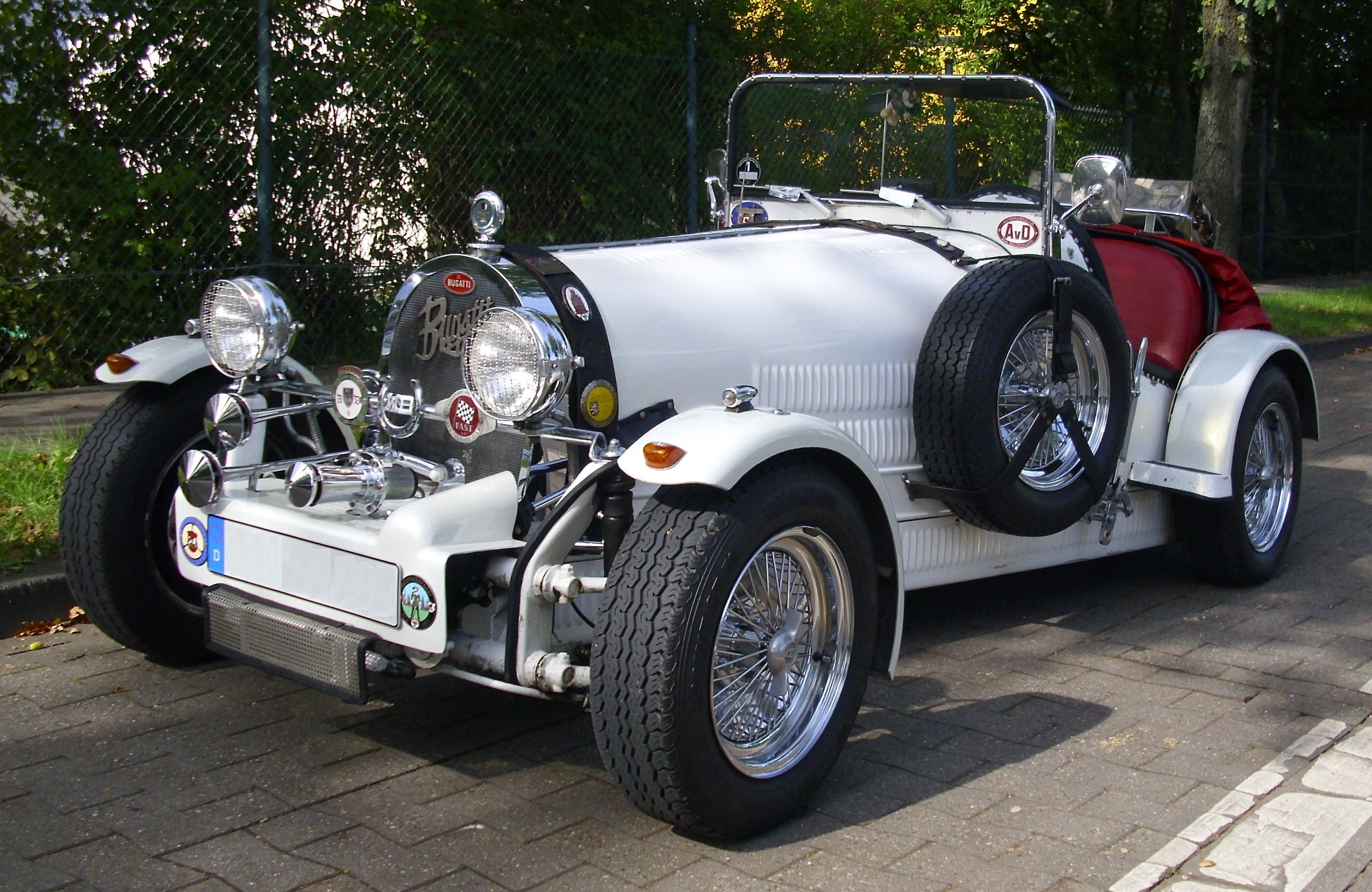
AHK Bugatti